# Planisfero di Caverio

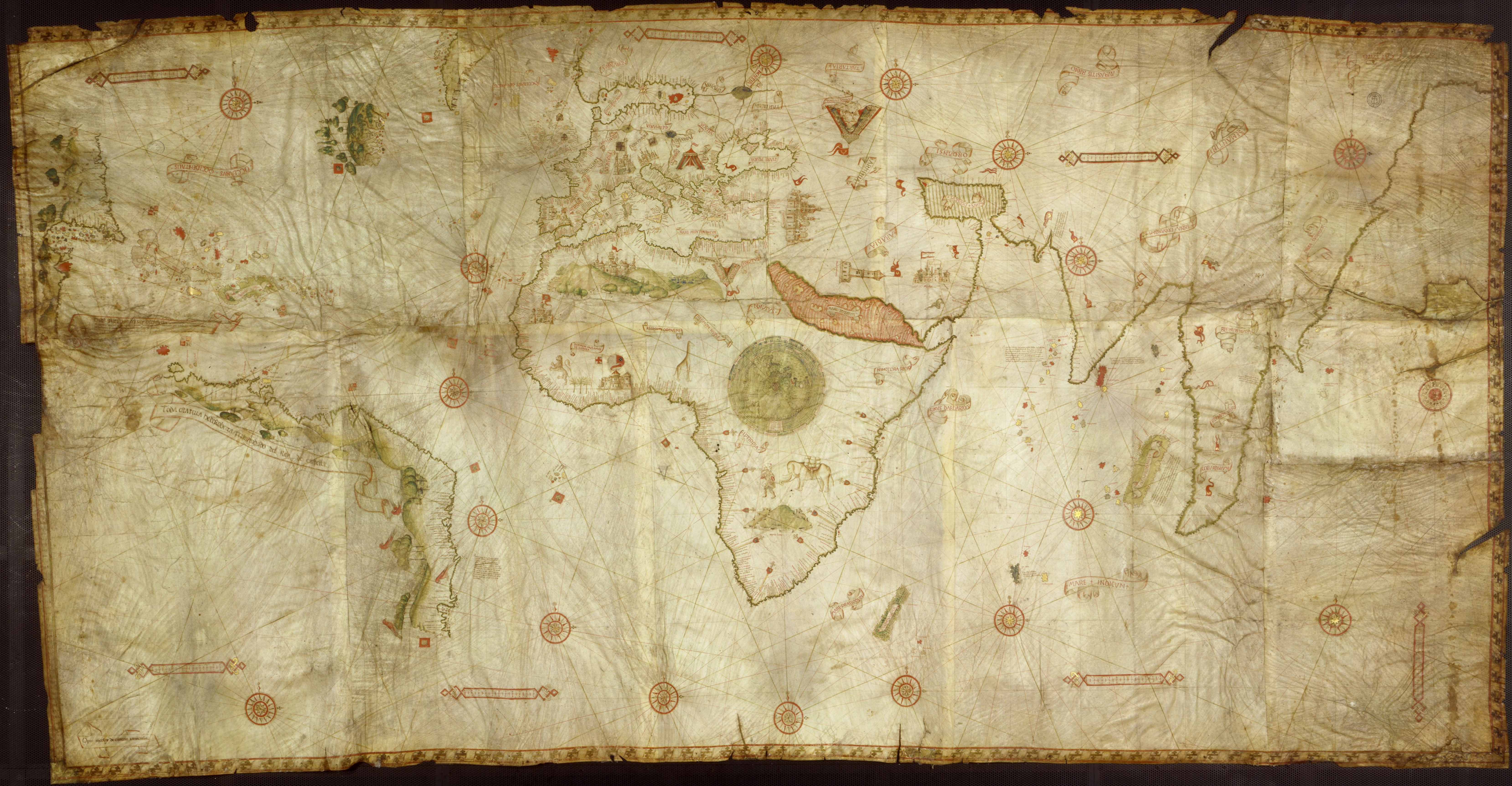
Il planisfero di Caverio.

Il planisfero di Caverio o Caveri, disegnato verso il 1504-1505 dal cartografo genovese Nicolaus de Caverio o Nicolo Caveri, rappresenta il mondo conosciuto dagli occidentali nel 1502-1504. È conservato presso il dipartimento delle carte e delle piante della Biblioteca nazionale di Francia.

## Descrizione
Il planisfero è costituito da dieci fogli di vellum, lucidati e assemblati a formare una carta di 2,25 × 1,15 metri. Non è datato, ma reca la firma Opus Nicolay de Caveri Januensis. Si tratta di un portolano, vale a dire di una carta marittima che rappresenta rotte lossodromiche. Le latitudini sono chiaramente indicate. Secondo la tradizione dell'epoca, delle bandiere rappresentano la nazionalità dei diversi territori.
L'America del Nord è rappresentata da tre porzioni distinte: la Groenlandia, la costa orientale di Terranova (l'interno è indicato da grandi alberi verdi e la longitudine è errata, come nel planisfero di Cantino) e, molto più ad ovest, la Florida e lo Yucatán. La Groenlandia è tagliata dal bordo superiore della carta, il che non esclude la possibilità che fosse unita al continente nordamericano o asiatico; questa possibilità è esplicitamente eliminata nel planisfero di Waldseemüller. Sulla Groenlandia e Terranova sventola una bandiera portoghese.
A sud-est della Florida si trovano le Antille, indicate dalla legenda Las Antilhas del Rey de Castella, tra cui Hispaniola e Isabella (Cuba). Ad ovest si trova un golfo che contiene molte piccole isole; la costa poi scende fino a formare la penisola dello Yucatán, facendo sparire gran parte del Messico. Lo Yucatán non figura affatto sul planisfero di Cantino, e questo indica che il planisfero di Caverio non è un semplice adattamento.
Secondo Sophius Ruge e Henry Harrisse, l'aspetto della costa dell'America del Sud si basa in gran parte sulle note di Amerigo Vespucci. I toponimi sono principalmente in portoghese, alcuni in italiano o spagnolo. L'interno del Brasile è rappresentato da colline, alberi verdi e grandi pappagalli rossi, che ricordano quelli del planisfero di Cantino.
La costa africana è descritta con precisione (nell'entroterra sono raffigurati una giraffa, un leone e un elefante); dei cartigli posti nei pressi di Calicut e Cochin descrivono il commercio con questi porti indiani. Tuttavia, il mar Rosso è più approssimativo di quanto non lo sia sul planisfero di Cantino.

## Storia
Il gran numero di iscrizioni in portoghese suggerisce che il planisfero stesso sia stato disegnato in Portogallo. La presenza di informazioni riportate da Fernando de Noronha nel 1504 indica come possibile data della creazione il 1504-1505.
Il planisfero di Caverio è stata la principale fonte di ispirazione del planisfero di Waldseemüller, pubblicato nel 1507, così come di altre carte disegnate durante il primo quarto del XVI secolo. In tutte queste mappe derivate troviamo la stessa configurazione errata della Florida, del golfo del Messico e dello Yucatán.
Il planisfero fa parte delle antiche collezioni del Servizio Idrografico della Marina conservate presso la Biblioteca nazionale di Francia.